# ملعب مركز خفي الأولمبي الرياضي
ملعب مركز خفي الأولمبي الرياضي (بالصينية: 合肥体育中心体育场) هو ملعب لكرة القدم في مدينة خفي، الصين، افتتح الملعب في عام 2008 بسعة 60 ألف متفرج.

## المباريات الدولية
| التاريخ       | الخصم   | نتيجة |
| ------------- | ------- | ----- |
| 10 أغسطس 2011 | جامايكا | 1 - 0 |
| 15 يونيو 2013 | تايلاند | 1 - 5 |